# Melica hunzikeri
Melica hunzikeri là một loài thực vật có hoa trong họ Hòa thảo. Loài này được Nicora mô tả khoa học đầu tiên năm 1999.